# جامع إسحاق جلبي
جامع إسحاق جلبي (بالمقدونية: Исак џамија) أو الإسحاقية هو أكبر مسجد في مدينة بيتولا بجمهورية مقدونيا الشمالية. أسسه القاضي إسحاق جلبي، وتم بناؤه سنة 1506. يقع على الضفة الشمالية لنهر دراغور.